# Chapmannia prismatica
Chapmannia prismatica là một loài thực vật có hoa trong họ Đậu. Loài này được (Sessé & Moc.) Thulin miêu tả khoa học đầu tiên năm 1999.